# 千里村 (大阪府)
千里村（ちさとむら）は、大阪府三島郡にあった村。現在の吹田市中心部の北方一帯、阪急千里線の東側にあたる。

## 地理
- 山岳：千里山（村名の由来。当時の呼称は「ちさとやま」）

## 歴史
- 1889年（明治22年）4月1日 - 町村制の施行により、島下郡片山村・佐井寺村が合併して千里村が発足。大字片山に村役場を設置。
- 1896年（明治29年）4月1日 - 郡の統廃合により、所属郡が三島郡に変更。
- 1931年（昭和6年） - 大字佐井寺から大字千里山（せんりやま）を分立。
- 1940年（昭和15年）4月1日 - 吹田町・岸部村・豊能郡豊津村と合併して吹田市が発足。同日千里村廃止。

## 教育機関

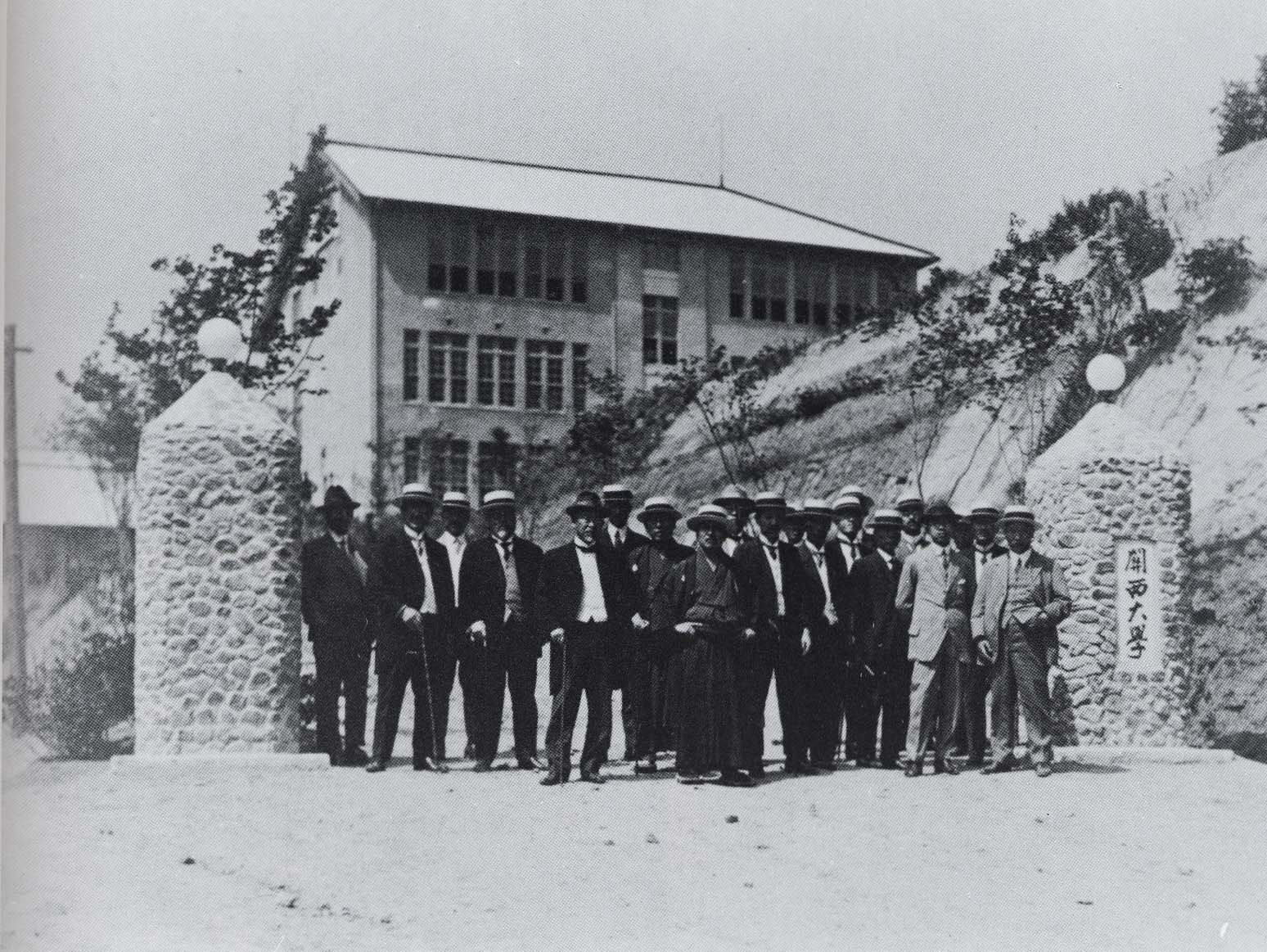
関西大学千里山学舎

- 関西大学千里山学舎（1922年開設）

## 交通

### 鉄道路線
現在は旧村域に阪急千里線の南千里駅が所在するが、当時は未開業。千里山駅は当時から至近に所在。

### 道路
現在は旧村域を名神高速道路が通過するが、当時は未開通。

## 出身・ゆかりのある人物
- 橋谷義孝（農学博士、大日本麦酒吹田工場長）[1] - 鳥取県出身で、住所が千里村片山[1]。